# Allium cyprium
Allium cyprium — вид рослин з родини амарилісових (Amaryllidaceae); ендемік Кіпру.

## Підвиди
Виділено два підвиди:
- Allium cyprium subsp. cyprium
- Allium cyprium subsp. lefkarense (Brullo, Pavone & Salmeri) Christodoulou & Hand

## Поширення
Ендемік Кіпру. Поширений більш-менш по всьому острову. Вид був знайдений у лісах Pinus brutia та карликових чагарниках від 0 до 1700 м над рівнем моря.

## Загрози й охорона
Вид не зазнає великих загроз, але на subsp. lefkarense може впливати зміна землекористування через розширення сільськогосподарських площ та урбанізацію.
Вид частково входить до заповідних територій.